# Xanthopteromyia plumosa
Xanthopteromyia plumosa är en tvåvingeart som först beskrevs av Townsend 1928.  Xanthopteromyia plumosa ingår i släktet Xanthopteromyia och familjen parasitflugor. Inga underarter finns listade i Catalogue of Life.